# 高城警察署
高城警察署（コソンけいさつしょ）は、江原地方警察庁所管の警察署である。

## 管轄区域
- 高城郡

## 沿革
- 1954年11月13日 -　設置。
- 1963年1月1日 - 襄陽警察署（現在の束草警察署）から一部を編入。

## 管轄地区隊
- 金剛地区隊

## 管轄派出所
- 土城派出所
- 杆城派出所
- 竹旺派出所

## 管轄治安センター
- 県内治安センター

## 管轄分所
- 水洞分所